# Park Hyung-sik
Park Hyung-sik (en hangul, 박형식) (Yongin, Gyeonggi, 16 de noviembre de 1991), más conocido como Hyungsik, es un cantante y actor surcoreano. Desde el año 2010, es miembro del grupo masculino surcoreano ZE:A y de su subunidad ZE:A Five.

## Biografía
En abril de 2019 se anunció que comenzaría su servicio militar obligatorio en el departamento de policía militar el 10 de junio del mismo año, el cual finalizó el 4 de enero de 2021.

## Carrera
Es miembro de la agencia P&Studio. Previamente fue miembro de la agencia United Artists Agency (UAA).
Ha aparecido en sesiones fotográficas para "Esquire", entre otros...
En 2013 se unió al drama The Heirs.
En 2014, se unió al drama What's With This Family.
En 2015, apareció en la serie High Society (2015)., En diciembre de 2016, se unió al elenco de la serie Hwarang donde dio vida a Kim Ji Dwi, un joven y desconfiado rey que termina convirtiéndose secretamente en un guerrero hwarang, hasta el final de la serie en febrero de 2017.
En febrero de 2017, se unió al elenco principal de la serie Strong Woman Do Bong-soon, donde dio vida a Ahn Min-hyuk, quien poco a poco termina enamorándose de Do Bong-soon (Park Bo-young) una joven con un gran fuerza a la que contrata como su guardaespaldas, hasta el final de la serie en abril del mismo año. El programa obtuvo buenas críticas y buen índice de audiencia. Su interpretación fue muy bien recibida, así como la química que mostró con Bo-young.
En abril de 2018 se unió al elenco principal de la serie Suits donde interpretó al abogado Go Yeon-woo, hasta el final de la serie el 14 de junio del mismo año.
El 5 de noviembre de 2021 se unió al elenco principal de la serie Happiness donde interpreta a Jung Yi-hyun, un detective de delitos violentos que solía ser un jugador de béisbol prometedor en la escuela secundaria.
El 23 de marzo de 22 se unirá al elenco principal de la serie web Soundtrack #1 donde dará vida a Han Sun-woo, un fotógrafo en ascenso que es un hombre de pocas palabras, pero tiene una personalidad cálida y afectuosa.
En marzo del mismo año se anunció que estaba en pláticas para unirse al elenco principal de la serie Our Blooming Youth(también conocida como "The Golden Hairpin") donde interpreta al intrépido Príncipe Lee Hwan, un hombre que ha pasado de ser el alma más libre a ser el más cínico después de ascender al poder tras el destronamiento de su padre y la muerte de su hermano. De aceptar la oferta, podría ser su primera serie de televisión después de salir del ejército.

## Filmografía

### Series de televisión
| Año     | Título                          | Personaje                          | Canal | Notas                      | Ref.          |
| ------- | ------------------------------- | ---------------------------------- | ----- | -------------------------- | ------------- |
| 2010    | Prosecutor Princess             |                                    | SBS   | Cameo, ep. 2               |               |
| 2010    | All About Marriage              |                                    | KBS2  | Cameo, ep. 18              |               |
| 2010    | Gloria                          |                                    | MBC   | Cameo, ep. 11 y 14         |               |
| 2012    | I Remember You                  | Tae Sung                           | SBS   |                            |               |
| 2012    | Dummy Mommy                     | Oh Soo-hyun                        | SBS   |                            |               |
| 2012    | My Husband Got a Family         |                                    | KBS2  | Cameo, ep. 39              |               |
| 2013    | Sirius                          | Do Eun-chang / Do Shin-woo (joven) | KBS2  |                            |               |
| 2013    | Nine: Nine Time Travels         | Park Sun-woo (joven)               | tvN   |                            |               |
| 2013    | The Heirs                       | Jo Myung-soo                       | SBS   |                            | [ 6 ]         |
| 2014    | What's With This Family         | Cha Dal-bong                       | KBS2  |                            | [ 7 ]         |
| 2015    | Persevere, Goo Hae-ra           |                                    | Mnet  | Cameo, ep. 1               | [ 21 ]        |
| 2015    | High Society                    | Yoo Chang-soo                      | SBS   |                            | [ 8 ]         |
| 2015    | She Was Pretty                  |                                    | MBC   | Cameo, ep. 9               |               |
| 2016-17 | Hwarang: The Poet Warrior Youth | Sam Maek-jong                      | KBS2  |                            | [ 22 ]        |
| 2017    | Strong Woman Do Bong-soon       | Ahn Min-hyuk                       | JTBC  | 16 episodios               |               |
| 2018    | Suits                           | Ko Yeon-woo                        | KBS2  |                            |               |
| 2021    | Happiness                       | Det. Jung Yi-hyun                  | tvN   | 12 episodios               | [ 23 ]        |
| 2023    | Our Blooming Youth              | Lee Hwan                           | tvN   | 20 episodios               | [ 24 ] [ 25 ] |
| 2023    | Nam-soon, una chica superfuerte | Ahn Min-hyuk                       | JTBC  | Aparición especial         | [ 26 ]        |
| 2024    | Urgencias existenciales         | Yeo Jung-woo                       | JTBC  |                            | [ 27 ] [ 28 ] |
| 2025    | La isla del tesoro              | Seo Dong-ju                        | SBS   | 16 episodios, protagonista | [ 29 ] [ 30 ] |

### Series web
| Año  | Título        | Personaje   | Plataforma | Notas       |
| ---- | ------------- | ----------- | ---------- | ----------- |
| 2022 | Soundtrack #1 | Han Sun Woo | Disney+    | 4 episodios |

### Películas
| Año  | Título                           | Personaje    | Notas                 | Ref.   |
| ---- | -------------------------------- | ------------ | --------------------- | ------ |
| 2011 | Ronin Pop                        | Kin          |                       |        |
| 2013 | Justin and the Knights of Valour | Justin       | Voz (doblaje coreano) |        |
| 2013 | Trolls                           | Branch       | Voz (doblaje coreano) |        |
| 2017 | Two Rays of Light                | In Soo       | Cortometraje          | [ 31 ] |
| 2019 | Jurors                           | Kwon Nam Woo |                       |        |

### Programas de televisión
| Año              | Título                         | Canal | Notas                                                     |
| ---------------- | ------------------------------ | ----- | --------------------------------------------------------- |
| 2014, 2015, 2017 | Infinite Challenge             | MBC   | ep. 425 y 486 - invitado                                  |
| 2016             | 2 Days & 1 Night               | KBS2  | ep. 475 - 476 - invitado                                  |
| 2015             | Running Man                    | SBS   | ep. 236                                                   |
| 2015             | Law of the Jungle in Indochina | SBS   | Elenco principal (ep. 158 - 162)                          |
| 2015             | Healing Camp                   | SBS   | Invitado junto a Im Si Wan y Kwanghee                     |
| 2015             | Three Meals a Day              | tvN   | Invitado                                                  |
| 2015             | The Racer                      | SBS   | Invitado (Ep. 2)                                          |
| 2014             | The King Of Food               | KBS   | ep. #3 - junto a Noh Sa-yeon y Hwang Kwang-hee - invitado |
| 2013 - 2014      | Real Men                       | MBC   | Elenco principal                                          |
| 2012, 2013, 2014 | Hello Counselor                | KBS2  | 3 episodios - (ep. #91, 120 y 174) - invitado             |
| 2012             | The Romantic & Idol            | tvN   | miembro principal                                         |

### Presentador
| Año  | Título                               | Función                  | Canal | Ref.   |
| ---- | ------------------------------------ | ------------------------ | ----- | ------ |
| 2013 | M! Countdown                         | Presentador especial     | Mnet  |        |
| 2018 | Golden Disk Awards                   | Junto a Kim So Hyun      |       |        |
| 2019 | My Ugly Duckling (My Little Old Boy) | Presentador invitado     | SBS   | [ 40 ] |
| 2021 | The Fact Music Awards (2021 TMA)     | Presentador de categoría |       | [ 41 ] |

### Musicales de teatro
| Año             | Título                | Personaje          |
| --------------- | --------------------- | ------------------ |
| 2018-           | Elisabeth             | Der Tod "The Dead" |
| 2013-2014, 2016 | The Three Musketeers  | D'Artagnan         |
| 2013            | Gwanghwamun Love Song | Ji Yong            |
| 2013            | Bonnie & Clyde        | Clyde              |
| 2011            | Temptation of Wolves  | Ban Hae Won        |

### Aparición en videos musicales
| Año  | Canción                     | Artista     | Notas                                                  | Ref.          |
| ---- | --------------------------- | ----------- | ------------------------------------------------------ | ------------- |
| 2009 | «Date»                      | Jewelry S   |                                                        |               |
| 2011 | «Shooting Star»             | Star Empire |                                                        |               |
| 2012 | «Win the Day»               | TEAM SIII   |                                                        |               |
| 2013 | «Hot & Cold»                | Jewelry     |                                                        | [ 46 ]        |
| 2015 | «Someday»                   | V.O.S       |                                                        | [ 47 ]        |
| 2021 | «Overseas Korean Hairstyle» | Peakboy     | Junto a V, Park Seo-joon, Choi Woo-shik y Han Hyun-min | [ 48 ] [ 49 ] |

### Eventos
| Año  | Título                                                         | Notas                                                   | Ref.   |
| ---- | -------------------------------------------------------------- | ------------------------------------------------------- | ------ |
| 2021 | Choi Woo-shik Online Fan Meeting - "A Midsummer Night’s Dream" | Aparición especial - junto a Park Seo-joon, V y Peakboy | [ 50 ] |

### Revistas / sesiones fotográficas
| Año  | Título              | Notas                 |
| ---- | ------------------- | --------------------- |
| 2021 | ELLE Korea Magazine | junto a Han Hyo-joo   |
| 2017 | ELLE Korea Magazine | junto a Park Bo-young |

### Anuncios
| Año  | Título                | Notas |
| ---- | --------------------- | ----- |
| 2014 | Bike Repair Shop' CFs |       |

## Discografía
Colaboración en bandas sonoras
- 2015: «You're My Love» tema para High Society.[52]

## Premios y nominaciones
| Año  | Premiación                                       | Categoría                                               | Trabajo nominado          | Resultado | Ref.          |
| ---- | ------------------------------------------------ | ------------------------------------------------------- | ------------------------- | --------- | ------------- |
| 2013 | 13th MBC Entertainment Awards                    | Artista Revelación (Categoría Variedad)                 | Real Men                  | Ganador   |               |
| 2014 | 50th Baeksang Arts Awards                        | Actor Más Popular (Categoría TV)                        | The Heirs                 | Nominado  |               |
| 2014 | 3rd APAN Star Awards                             | Mejor Actor Revelación                                  | What's With This Family   | Nominado  |               |
| 2014 | 14th MBC Entertainment Awards                    | Premio a la Excelencia (Categoría Variedad)             | Real Men                  | Nominado  |               |
| 2014 | 28th KBS Drama Awards                            | Mejor Actor Revelación                                  | What's With This Family   | Ganador   |               |
| 2014 | 28th KBS Drama Awards                            | Mejor Pareja (junto a Nam Ji Hyun)                      | What's With This Family   | Ganador   |               |
| 2014 | 28th KBS Drama Awards                            | Premio a la Popularidad, Actor                          | What's With This Family   | Nominado  |               |
| 2015 | 51st Baeksang Arts Awards                        | Mejor Actor Revelación (Categoría TV)                   | What's With This Family   | Nominado  |               |
| 2015 | 51st Baeksang Arts Awards                        | Actor Más Popular (Categoría TV)                        | What's With This Family   | Nominado  |               |
| 2015 | 10th A-Awards (Arena Homme + y Mont Blanc Korea) | Premio Contemporáneo (Mont Blanc Homme)                 | Park Hyung-sik            | Ganador   |               |
| 2015 | 23rd SBS Drama Awards                            | Premio a la Excelencia, (Categoría Actor en Miniseries) | High Society              | Ganador   |               |
| 2015 | 23rd SBS Drama Awards                            | Mejor Pareja (junto a Lim Ji-yeon)                      | High Society              | Nominado  |               |
| 2015 | 23rd SBS Drama Awards                            | Premio New Star                                         | High Society              | Ganador   |               |
| 2017 | 1st The Seoul Award                              | Premio a la Popularidad                                 | Strong Woman Do Bong-soon | Ganador   | [ 53 ]        |
| 2018 | 32th TV Gold Award                               | Mejor Pareja (junto a Park Bo Young)                    | Strong Woman Do Bong-soon | Ganadores | [ 54 ]        |
| 2018 | 6th APAN Star Award                              | Premio a la Excelencia (Categoría Actor en Miniserie)   | Suits                     | Nominado  |               |
| 2018 | 32nd KBS Drama Awards                            | Premio a la Excelencia (Categoría Actor en Miniserie)   | Suits                     | Nominado  |               |
| 2018 | 32nd KBS Drama Awards                            | Premio Netizen Popularity                               | Suits                     | Ganador   | [ 55 ]        |
| 2019 | 39th Korean Association Of Film Critics Award    | Mejor Actor Revelación                                  | Juror 8                   | Ganador   | [ 56 ] [ 57 ] |
| 2019 | 40th Blue Dragon Film Award                      | Mejor Actor Revelación                                  | Juror 8                   | Nominado  | [ 58 ]        |
| 2019 | 40th Blue Dragon Film Award                      | Premio Popular Star                                     | Juror 8                   | Ganador   | [ 59 ]        |
| 2020 | 56th Baeksang Arts Award                         | Mejor Actor Revelación (Categoría Películas)            | Juror 8                   | Nominado  | [ 60 ]        |